# Dorelis Echeto
Dorelis Aurora Echeto de Portillo (Guarero, municipio Guajira; 19 de enero de 1967) es una docente, activista por los derechos indígenas y política venezolana. Desde noviembre de 2022, es la directora del IPASME Maracaibo.
También fue la presidenta del Consejo Legislativo del estado Zulia (CLEZ) en 2020, jefa dos veces, en periodos distintos, de la Zona Educativa Zulia (2008-2010 y 2022), ente rector educativo regional zuliano del Ministerio del Poder Popular para la Educación de Venezuela, y diputada regional por varios periodos.

## Biografía

### Educación
Echeto, nació en el poblado rural de Guarero, zona de la guajira venezolana del estado Zulia. Estudió la carrera de educación en la Universidad Pedagógica Experimental Libertador (UPEL) y estudios de posgrado, con la maestría de gerencia educativa en la Universidad Rafael Belloso Chacín (URBE) y doctorado en educación: perspectivas históricas, políticas, curriculares y de gestión en la Universidad del Zulia (LUZ) en convenio con la Universidad de Córdoba (UCO) de España.

### Carrera política
A inicios de los 2000, Dorelis militó desde sus espacios del activismo indígena en el partido Movimiento Quinta República (MVR) de Hugo Chávez. Posteriormente fue electa diputada indígena y luego el 6 de noviembre de 2007 es designada como directora general Encargada de Educación Intercultural Bilingüe del MPPE. Más tarde, asume la dirección de la Zona Educativa Zulia.
En 2020, fue nombrada como la presidenta del Consejo Legislativo del estado Zulia (CLEZ), sustituyendo a la política del PSUV, Ángela Fernández. Echeto fue la primera mujer indígena en tal cargo en la historia de la legislación zuliana. Su periodo, estuvo marcado por la pandemia de COVID-19 en Venezuela.
En marzo de 2022, fue designada nuevamente por el MPPE, como la nueva directora de Zona Educativa Zulia reemplazando a Zendy Burgos. Echeto ocupa por segunda ocasión dicha dirección. En su gestión, se inició el plan de abordaje llamado Bricomiles (Brigadas Comunitarias Militares) en las instituciones educativas, desarrollado por el gobierno de Nicolás Maduro, la ministra del MPPE, Yelitze Santaella y las Fuerzas Armadas para el rescate y reacondicionamiento de los planteles, el cual se activaron 343 Bricomiles en el estado Zulia. En ese tiempo también, recibe algunos reconocimientos, entre ellos el otorgado por la contraloría estadal.
Dorelis, tuvo dichas funciones hasta noviembre de ese mismo año, cuando asume la directiva del IPASME Maracaibo, donde activa varias especialidades médicas, jornadas para el magisterio zuliano, operaciones oftamólogicas de enfermedad de cataratas junto al Hospital Madre Rafols y el reacondicionamiento por fases de la Unidad Médica.

## Vida personal
Echeto es originaria del pueblo wayú. Es casada y tiene dos hijos.